# ناجدة (اسم)
ناجدة هو اسم علم مؤنث من أصل عربي، ومعناه هو على صيغة الصفة المشبهة، ذات المقام السامي وذات المكانة العالية الشريفة.

## وصلات خارجية
- موسوعة السلطان قابوس لأسماء العرب